# Hyperfrontia
Hyperfrontia is een geslacht van vlinders van de familie Uilen (Noctuidae), uit de onderfamilie Noctuinae.

## Soorten
- H. direae Berio, 1962
- H. kitenga Berio, 1977
- H. limbata Berio, 1962
- H. lory Berio, 1966
- H. semicirculosa (Gaede, 1935)